# Italia en la Copa Mundial de Fútbol de 2014
La selección de fútbol de Italia fue una de las 32 selecciones que participó en la Copa Mundial de Fútbol de 2014. Fue, junto con los Países Bajos, una de las dos primeras selecciones europeas en clasificarse. Esta fue su decimoctava participación en mundiales y decimocuarta consecutiva desde Chile 1962, así como la última hasta el momento, tras no lograr clasificarse a los dos últimos mundiales.

## Clasificación
Italia disputó las eliminatorias de la UEFA en el grupo B, obtuvo la clasificación de forma directa como primera de su grupo, de manera invicta con seis victorias y cuatro empates. Previamente ya había asegurado su presencia en Brasil 2014, con dos partidos de antelación, al derrotar en Turín a República Checa por 2 - 1 el 10 de septiembre de 2013.

### Grupo B
| Equipo          | Pts | PJ | PG | PE | PP | GF | GC | Dif |
| --------------- | --- | -- | -- | -- | -- | -- | -- | --- |
| Italia          | 22  | 10 | 6  | 4  | 0  | 19 | 9  | 10  |
| Dinamarca       | 16  | 10 | 4  | 4  | 2  | 17 | 12 | 5   |
| República Checa | 15  | 10 | 4  | 3  | 3  | 13 | 9  | 4   |
| Bulgaria        | 13  | 10 | 3  | 4  | 3  | 14 | 9  | 5   |
| Armenia         | 13  | 10 | 4  | 1  | 5  | 12 | 13 | -1  |
| Malta           | 3   | 10 | 1  | 0  | 9  | 5  | 28 | -23 |

| Fecha                    | Lugar      |                 |                            | Resultado |                            |                 |
| ------------------------ | ---------- | --------------- | -------------------------- | --------- | -------------------------- | --------------- |
| 7 de septiembre de 2012  | Sofía      | Bulgaria        | Bandera de Bulgaria        | 2:2 (1:2) | Bandera de Italia          | Italia          |
| 11 de septiembre de 2012 | Módena     | Italia          | Bandera de Italia          | 2:0 (1:0) | Bandera de Malta           | Malta           |
| 12 de octubre de 2012    | Ereván     | Armenia         | Bandera de Armenia         | 1:3 (1:1) | Bandera de Italia          | Italia          |
| 16 de octubre de 2012    | Milán      | Italia          | Bandera de Italia          | 3:1 (2:1) | Bandera de Dinamarca       | Dinamarca       |
| 26 de marzo de 2013      | Ta' Qali   | Malta           | Bandera de Malta           | 0:2 (0:2) | Bandera de Italia          | Italia          |
| 7 de junio de 2013       | Praga      | República Checa | Bandera de República Checa | 0:0       | Bandera de Italia          | Italia          |
| 6 de septiembre de 2013  | Palermo    | Italia          | Bandera de Italia          | 1:0 (1:0) | Bandera de Bulgaria        | Bulgaria        |
| 10 de septiembre de 2013 | Turín      | Italia          | Bandera de Italia          | 2:1 (0:1) | Bandera de República Checa | República Checa |
| 11 de octubre de 2013    | Copenhague | Dinamarca       | Bandera de Dinamarca       | 2:2 (1:1) | Bandera de Italia          | Italia          |
| 15 de octubre de 2013    | Nápoles    | Italia          | Bandera de Italia          | 2:2 (1:1) | Bandera de Armenia         | Armenia         |

### Goleadores
| Jugador              | Goles | PJ |
| -------------------- | ----- | -- |
| Mario Balotelli      | 5     | 5  |
| Pablo Daniel Osvaldo | 4     | 7  |
| Daniele De Rossi     | 2     | 6  |
| Alessandro Florenzi  | 1     | 1  |
| Federico Peluso      | 1     | 2  |
| Mattia Destro        | 1     | 3  |
| Alberto Gilardino    | 1     | 3  |
| Alberto Aquilani     | 1     | 3  |
| Giorgio Chiellini    | 1     | 5  |
| Riccardo Montolivo   | 1     | 7  |
| Andrea Pirlo         | 1     | 9  |

## Preparación

### Campamento base
El 13 de diciembre de 2013 la Federación Italiana de Fútbol decidió; luego de una reunión, instalar su campamento base durante la copa mundial en la ciudad de Mangaratiba a 100 kilómetros al oeste de Río de Janeiro. La pequeña ciudad de Mangaratiba fue elegida en detrimento de la otra opción barajada, la estación balneario de Búzios.
Tanto el hospedaje de la delegación italiana como los entrenamientos de los jugadores se realizarán en el hotel Portobello Resort & Safari el cual cuenta con una cancha de fútbol dentro de su misma zona, este hecho fue clave para la elección del hotel Portobello según con el director técnico Cesare Prandelli, quién prefirió evitar viajes entre su lugar de concentración y el campo de entrenamiento.

### Amistosos previos
| 15 de noviembre de 2013 | Italia    | 1:1 (1:1) | Alemania   | Estadio Giuseppe Meazza, Milán, Italia                           |                                                                  |
|                         | Abate 28' | Reporte   | Hummels 8' | Asistencia: 40,000 espectadores Árbitro(s): Olegário Benquerença | Asistencia: 40,000 espectadores Árbitro(s): Olegário Benquerença |

| 18 de noviembre de 2013 | Italia                      | 2:2 (1:2) | Madagascar            | Craven Cottage, Londres, Inglaterra                         |                                                             |
|                         | Rossi 12' · Giaccherini 47' | Reporte   | Dike 35' · Ameobi 39' | Asistencia: 15,267 espectadores Árbitro(s): Martin Atkinson | Asistencia: 15,267 espectadores Árbitro(s): Martin Atkinson |

| 5 de marzo de 2014 | España    | 1:0 (0:0) | Italia | Estadio Vicente Calderón, Madrid, España                        |                                                                 |
|                    | Pedro 63' | Reporte   |        | Asistencia: 35,000 espectadores Árbitro(s): Levgenii Aranovskyi | Asistencia: 35,000 espectadores Árbitro(s): Levgenii Aranovskyi |

| 31 de mayo de 2014 | Irlanda | 0:0     | Italia | Craven Cottage, Londres, Inglaterra                        |                                                            |
|                    |         | Reporte |        | Asistencia: 22,879 espectadores Árbitro(s): Michael Oliver | Asistencia: 22,879 espectadores Árbitro(s): Michael Oliver |

| 4 de junio de 2014 | Italia       | 1:1 (1:0) | Luxemburgo | Stadio Renato Curi, Perugia, Italia |                           |
|                    | Marchisio 9' |           | Chanot 85' | Árbitro(s): Damir Skomina           | Árbitro(s): Damir Skomina |

## Lista de jugadores
El 13 de mayo de 2014 el entrenador de la Selección Italiana, Cesare Prandelli, anunció la nómina preliminar de 30 jugadores convocados para el mundial, además convocó al portero Antonio Mirante que no fue incluido en la lista pero que permanecerá con el equipo por precaución. El 1 de junio Prandelli dio a conocer la nómina definitiva de los 23 jugadores que asistirán al mundial, un día después se oficializó los números que portarán los jugadores en sus camisetas.
| #     | Nombre            | Posición         | Edad             | PJ Sel           | G                | Club                |
| ----- | ----------------- | ---------------- | ---------------- | ---------------- | ---------------- | ------------------- |
| 1     | Gianluigi Buffon  | Portero          | 36               | 140              | 0                | Juventus            |
| 2     | Mattia De Sciglio | Defensa          | 21               | 11               | 0                | Milan               |
| 3     | Giorgio Chiellini | Defensa          | 29               | 68               | 4                | Juventus            |
| 4     | Matteo Darmian    | Defensa          | 24               | 1                | 0                | Torino              |
| 5     | Thiago Motta      | Centrocampista   | 31               | 22               | 1                | París Saint-Germain |
| 6     | Antonio Candreva  | Centrocampista   | 27               | 20               | 0                | Lazio               |
| 7     | Ignazio Abate     | Defensa          | 27               | 20               | 1                | Milan               |
| 8     | Claudio Marchisio | Centrocampista   | 28               | 44               | 3                | Juventus            |
| 9     | Mario Balotelli   | Delantero        | 23               | 30               | 12               | Milan               |
| 10    | Antonio Cassano   | Delantero        | 31               | 37               | 10               | Parma               |
| 11    | Alessio Cerci     | Delantero        | 26               | 12               | 0                | Torino              |
| 12    | Salvatore Sirigu  | Portero          | 27               | 8                | 0                | París Saint-Germain |
| 13    | Mattia Perin      | Portero          | 21               | 0                | 0                | Genoa               |
| 14    | Alberto Aquilani  | Centrocampista   | 29               | 35               | 5                | Fiorentina          |
| 15    | Andrea Barzagli   | Defensa          | 33               | 47               | 0                | Juventus            |
| 16    | Daniele De Rossi  | Centrocampista   | 30               | 95               | 15               | Rona                |
| 17    | Ciro Immobile     | Delantero        | 24               | 2                | 0                | Torino              |
| 18    | Marco Parolo      | Centrocampista   | 29               | 4                | 0                | Parma               |
| 19    | Leonardo Bonucci  | Defensa          | 27               | 37               | 2                | Juventus            |
| 20    | Gabriel Paletta   | Defensa          | 28               | 2                | 0                | Parma               |
| 21    | Andrea Pirlo 2.º  | Centrocampista   | 35               | 109              | 13               | Juventus            |
| 22    | Lorenzo Insigne   | Delantero        | 23               | 5                | 1                | Napoli              |
| 23    | Marco Verratti    | Centrocampista   | 21               | 6                | 1                | París Saint-Germain |
| D. T. | Cesare Prandelli  | Cesare Prandelli | Cesare Prandelli | Cesare Prandelli | Cesare Prandelli | Cesare Prandelli    |

Los siguientes jugadores fueron incluidos en la lista provisional de 30 convocados que la Federación Italiana de Fútbol envió a la FIFA, pero no formaron parte de la nómina definitiva de 23 jugadores elaborada por Cesare Prandelli. Se esperaba que Riccardo Montolivo fuese integrante de la plantilla de 23 pero debido a una fractura de tibia en la pierna izquierda, sufrida en el partido amistoso ante Irlanda, el volante italiano no podrá jugar el mundial.
| Nombre             | Posición       | Edad | PJ Sel | G | Club           |
| ------------------ | -------------- | ---- | ------ | - | -------------- |
| Christian Maggio   | Defensa        | -    | -      | - | Napoli         |
| Manuel Pasqual     | Defensa        | -    | -      | - | Fiorentina     |
| Andrea Ranocchia   | Defensa        | -    | -      | - | Inter de Milán |
| Riccardo Montolivo | Centrocampista | -    | -      | - | Milan          |
| Rômulo             | Centrocampista | -    | -      | - | Hellas Verona  |
| Mattia Destro      | Delantero      | -    | -      | - | Roma           |
| Giuseppe Rossi     | Delantero      | -    | -      | - | Fiorentina     |

## Participación

### Grupo D
| Equipo     | Pts | PJ | PG | PE | PP | GF | GC | Dif |
| ---------- | --- | -- | -- | -- | -- | -- | -- | --- |
| Costa Rica | 7   | 3  | 2  | 1  | 0  | 4  | 1  | 3   |
| Uruguay    | 6   | 3  | 2  | 0  | 1  | 4  | 4  | 0   |
| Italia     | 3   | 3  | 1  | 0  | 2  | 2  | 3  | -1  |
| Inglaterra | 1   | 3  | 0  | 1  | 2  | 2  | 4  | -2  |

| 14 de junio de 2014, 18:00 | Inglaterra    | 1:2 (1:1) | Italia                        | Arena da Amazônia, Manaus                                 |                                                           |
|                            | Sturridge 36' | Reporte   | Marchisio 34' · Balotelli 49' | Asistencia: 39 800 espectadores Árbitro(s): Björn Kuipers | Asistencia: 39 800 espectadores Árbitro(s): Björn Kuipers |

| 20 de junio de 2014, 13:00 | Italia | 0:1 (0:1) | Costa Rica | Estadio Itaipava Arena Pernambuco, Recife |                           |
|                            |        | Reporte   | Ruiz 43'   | Árbitro(s): Enrique Osses                 | Árbitro(s): Enrique Osses |

| 24 de junio de 2014, 13:00 | Italia | 0:1 (0:0) | Uruguay   | Estadio Arena das Dunas, Natal |                             |
|                            |        | Reporte   | Godín 80' | Árbitro(s): Marco Rodríguez    | Árbitro(s): Marco Rodríguez |

## Estadísticas

### Participación de jugadores
| #  | Pos        | Jugador          | PJ (T/S) | Minutos Jugados | Goles recibidos | Atajos | Tarjetas Amarillas | Doble Tarjeta Amarilla y Roja | Tarjetas Rojas |
| -- | ---------- | ---------------- | -------- | --------------- | --------------- | ------ | ------------------ | ----------------------------- | -------------- |
| 1  | Guardameta | Gianluigi Buffon | -        | -               | -               | -      | -                  | -                             | -              |
| 12 | Guardameta | Salvatore Sirigu | -        | -               | -               | -      | -                  | -                             | -              |
| 13 | Guardameta | Mattia Perin     | -        | -               | -               | -      | -                  | -                             | -              |

| #  | Pos            | Jugador           | PJ (T/S) | Minutos Jugados | (P) | Asistencias | Tarjetas Amarillas | Doble Tarjeta Amarilla y Roja | Tarjetas Rojas |
| -- | -------------- | ----------------- | -------- | --------------- | --- | ----------- | ------------------ | ----------------------------- | -------------- |
| 2  | Defensa        | Mattia De Sciglio | -        | -               | -   | -           | -                  | -                             | -              |
| 3  | Defensa        | Giorgio Chiellini | -        | -               | -   | -           | -                  | -                             | -              |
| 4  | Defensa        | Matteo Darmian    | -        | -               | -   | -           | -                  | -                             | -              |
| 5  | Centrocampista | Thiago Motta      | -        | -               | -   | -           | -                  | -                             | -              |
| 6  | Centrocampista | Antonio Candreva  | -        | -               | -   | -           | -                  | -                             | -              |
| 7  | Defensa        | Ignazio Abate     | -        | -               | -   | -           | -                  | -                             | -              |
| 8  | Centrocampista | Claudio Marchisio | -        | -               | -   | -           | -                  | -                             | -              |
| 9  | Delantero      | Mario Balotelli   | -        | -               | -   | -           | -                  | -                             | -              |
| 10 | Delantero      | Antonio Cassano   | -        | -               | -   | -           | -                  | -                             | -              |
| 11 | Delantero      | Alessio Cerci     | -        | -               | -   | -           | -                  | -                             | -              |
| 14 | Centrocampista | Alberto Aquilani  | -        | -               | -   | -           | -                  | -                             | -              |
| 15 | Defensa        | Andrea Barzagli   | -        | -               | -   | -           | -                  | -                             | -              |
| 16 | Centrocampista | Daniele De Rossi  | -        | -               | -   | -           | -                  | -                             | -              |
| 17 | Delantero      | Ciro Immobile     | -        | -               | -   | -           | -                  | -                             | -              |
| 18 | Centrocampista | Marco Parolo      | -        | -               | -   | -           | -                  | -                             | -              |
| 19 | Defensa        | Leonardo Bonucci  | -        | -               | -   | -           | -                  | -                             | -              |
| 20 | Defensa        | Gabriel Paletta   | -        | -               | -   | -           | -                  | -                             | -              |
| 21 | Centrocampista | Andrea Pirlo 2.º  | -        | -               | -   | -           | -                  | -                             | -              |
| 22 | Delantero      | Lorenzo Insigne   | -        | -               | -   | -           | -                  | -                             | -              |
| 23 | Centrocampista | Marco Verratti    | -        | -               | -   | -           | -                  | -                             | -              |